# Julij Meller
Julij Aleksandrowicz Meller (ur. 1861, zm. 1955) – rosyjski przemysłowiec, konstruktor samochodów i samolotów. Założyciel i właściciel firmy „Duks”.

## Życiorys

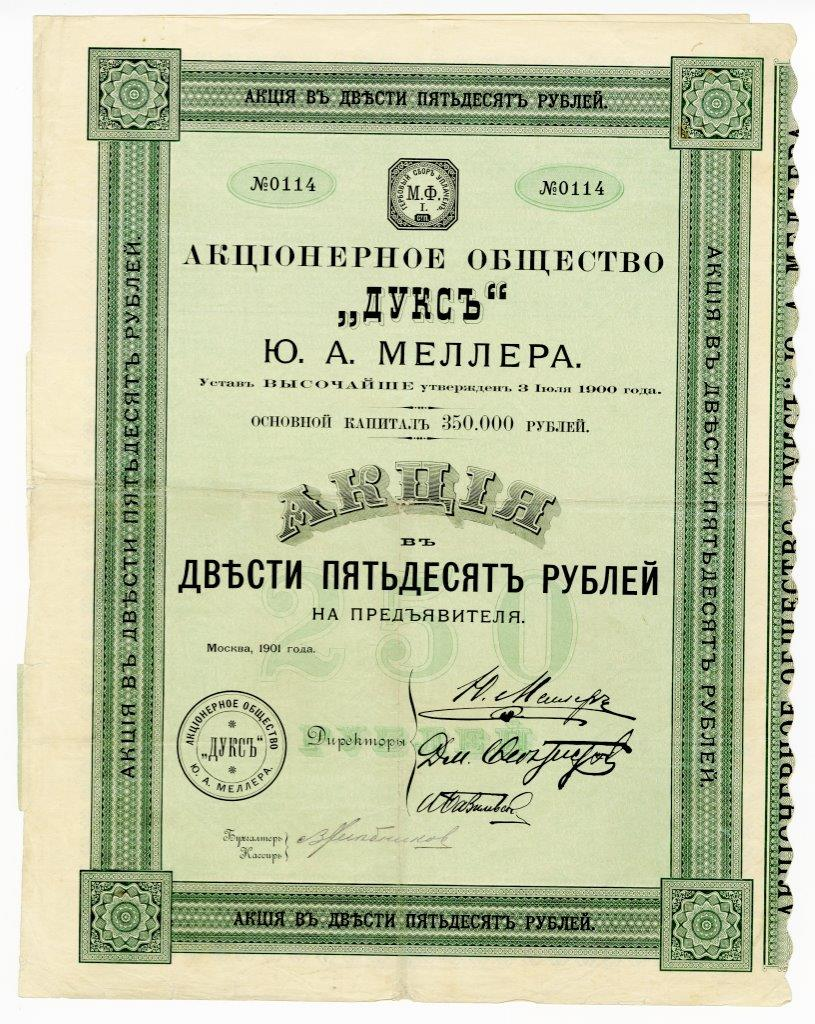
Akcja spółki „Duks”

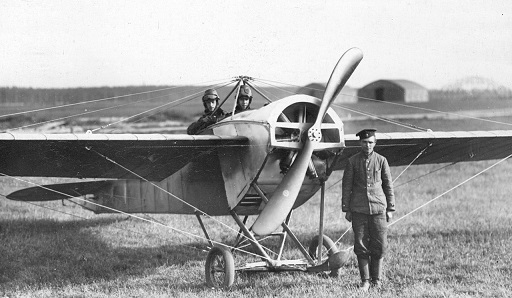
Samolot Nieuport-IV fabryki „Duks”. 1912 rok, produkowany na licencji firmy Nieuport

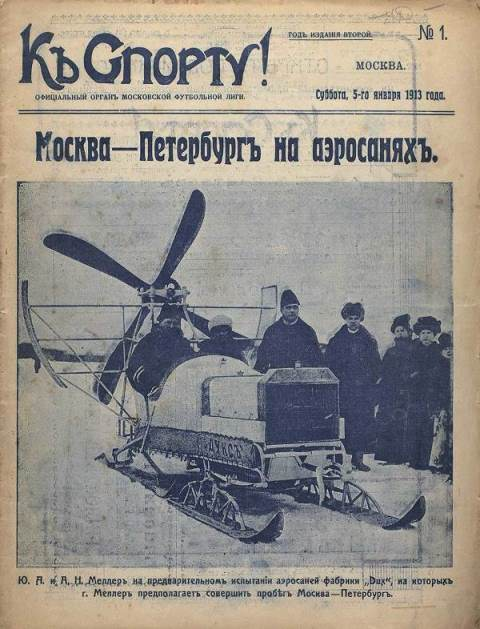
Okładka czasopisma „Do sportu!” 1913 nr 1, wymieniono J.A. Mellerа i fabrykę „Duks”

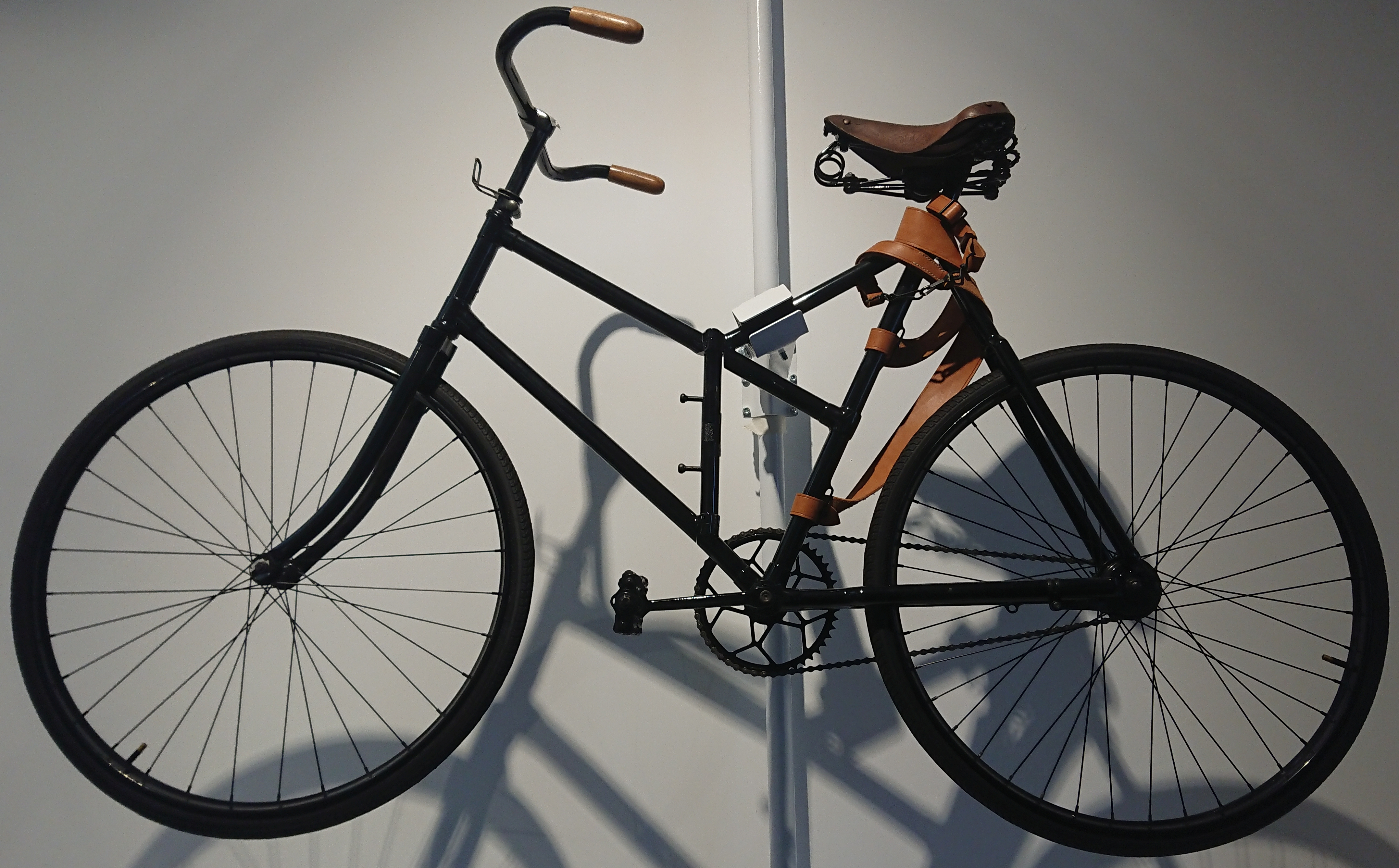
Rower firmy „Duks” z 1914 roku

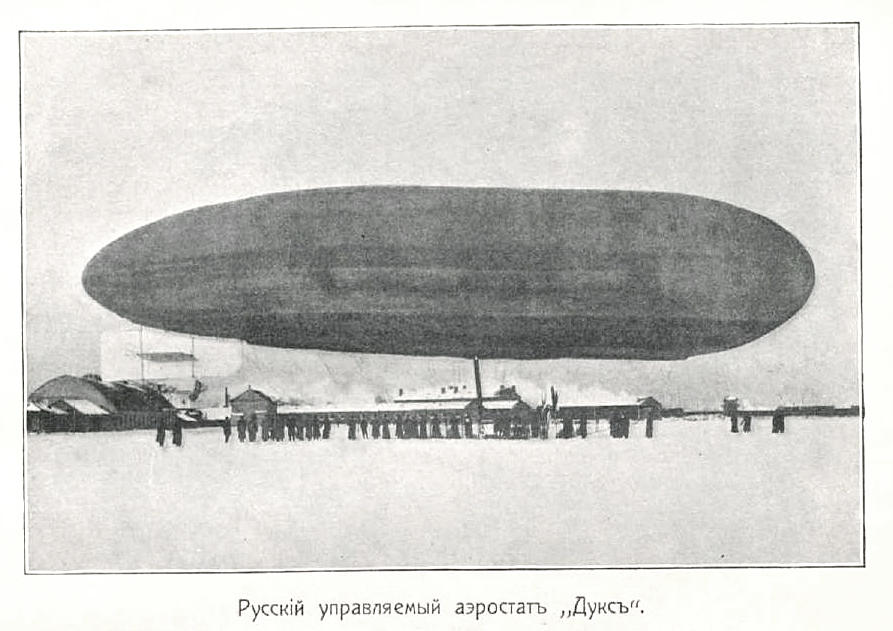
Sterowiec „Duks”

Urodził się w guberni estońskiej, później przeniósł się do Moskwy. W 1892 roku ożenił się z córką zamożnego kupca Aleksandrą Breżniewą, otrzymując znaczny posag. W połowie lat 90. XIX wieku zorganizował warsztat produkujący rowery „Duks J.A. Meller”, który wkrótce stał się jednym z wiodących przedsiębiorstw motoryzacyjnych i lotniczych przedrewolucyjnej Rosji. W 1910 roku był współzałożycielem Moskiewskiego Towarzystwa Lotniczego. W 1915 roku, z powodu nastrojów antyniemieckich, przyjął nazwisko żony, stając się Juliuszem Aleksandrowiczem Breżniewem. Kierował firmą „Duks” do 1917 roku, po czym przekazał zarządzanie bratu Iwanowi i wyemigrował z rodziną do Francji. Do końca życia (1955) Juliusz Aleksandrowicz mieszkał w Antibes, we własnej posiadłości, pod nazwiskiem Breżniew, które zapisywał po francusku: Brechneff.